# Oxira stictica
Oxira stictica là một loài bướm đêm trong họ Noctuidae.